# Brahmina coriacea
Brahmina coriacea – gatunek chrząszcza z rodziny poświętnikowatych, podrodziny chrabąszczowatych i plemienia Melolonthini.

## Taksonomia
Gatunek ten został opisany w 1831 roku przez Fredericka Williama Hope’a.

## Opis
Dorosłe chrząszcze mają ciało długości 15 mm i szerokości 7,8 mm. Ubarwione są czarno. Samce nieco mniejsze od samic. Świeżo przepoczwarczone i nie w pełni wybarwione okazy mają brązowe odnóża i głowę oraz miękkie pokrywy, które stopniowo zmieniają barwę od kremowobiałej, przez żółtą i brązową do czarnej.
Poczwarki typu exarateadecticious type. Ubarwione są kremowo-żółto.
larwy typu pędraków, nieco żółtawe, w ostatnim stadium zmieniające barwę do krewmowobiałej. Puszka głowowa koloru ciemnobrązowego. W pełni odżywione larwy trzeciego stadium osiągają 27 mm.
Jaja błyszczące, mlecznobiałej barwy.

## Biologia i ekologia
Zapłodniona samica składa jaja, w liczbie sięgającej do 190 sztuk, do gleby na głębokości dochodzącej do około 8 cm. Jaja umieszczane są pojedynczo w komórkach w glebie, w których pozostawiona jest odpowiednia wolna przestrzeń wokół jaja. Takie glebowe komórki znajdują się na głębokości od 4 do 8 cm, w odpowiedniej odległości od siebie. Okres inkubacji trwa od 6 do 8 dni. Pędraki żerują na głębokości do 10 cm. Cykl rozwojowy larwy zajmuje od 202 do 279 dni. Po tym czasie larwa przestaje się odżywiać i wykopuje komorę, w której linieje do stadium poczwarki. Dorosłe osobniki pojawiają się w czerwcu (spotykane są też w maju i lipcu) i żerują na liściach roślin takich jak: jabłonie, robinie, orzech włoski, dzikie róże, morela, rdesty i indygowce. Samice przeżywają znacznie dużej niż samce.
A. Sharma i inni przebadali pędraki tego gatunku pod kątem infekcji bakteryjnych. Wyizolowali 10 gatunków entomopatogennych bakterii z rodzajów Bacillus, Psychrobacter, Paracoccus, Paenibacillus, Mycobacterium, Staphylococcus i Novosphingobium. Największą śmiertelnością w ciągu tygodnia odznaczały się Bacillus cereus (51,85%) i Psychrobacter pulmonis (33.33%), a wyniki powyżej 20% osiągnęły także Bacillus psychrodurans, B. pumilus i P. tylopili. Z kolei po 30 dniach obserwacji śmiertelność larw zainfekowanych B. cereus sięgnęła 100%, a P. pulmonis 88,89%.
Pędraki atakowane są również przez entomopatogenne nicienie z gatunków Steinernema carpocapsae i Heterorhabditis indica. Zespół A. Sharmy obserwował po tygodniu w przypadku infekcji pierwszym z nich śmiertelność od 68 do 93%, a w przypadku drugiego od 39 do 71%.

## Znaczenie gospodarcze
Chrząszcz ten ma duże znaczenie gospodarcze dla indyjskiego stanu Himachal Pradesh. Najliczniejszy jest na wysokich i średniej wysokości wzgórzach. Jest szkodnikiem wielu roślin: drzew leśnych i owocowych oraz ich siewek, warzyw, trawników oraz zbóż. Gatunek ten stanowi 90% populacji szkodliwych żuków w sadach jabłkowych na wzgórzach Shimla. W regionie tym jest także predominującym szkodnikiem upraw ziemniaków.
Młode pędraki żywią się bulwą macierzystą i korzeniami rozwijających się roślin. Szkody czynią pędraki drugie i trzeciego stadium. Po uformowaniu się bulw, żerują na nich, wygryzając okrągłe, płytkie otwory. Na jednej bulwie żerować może kilka pędraków, co powoduje powstanie wielu takich otworów z różnych stron bulwy. Działalność taka znacznie obniża ich wartość handlową lub czyni niezdatnymi do handlu.
Ograniczać liczebność pędraków na polach uprawnych można przez użycie insektycydów, które skuteczne są najbardziej gdy pędraki są małe i żerują blisko powierzchni. Zwykle zaleca się ich użycie w późnym czerwcu i wczesnym sierpniu. Z powodu wprowadzania Food Quality Protection Act, należy jednak większą wagę przywiązywać do metod kontroli biologicznej szkodników. Efektywne w ramach takowej okazało się użycie nicieni z gatunków Steinernema carpocapsae i Heterorhabditis indica. Na polach w Fagu użycie tych gatunków spowodowało redukcję populacji pędraków kolejno o ponad 83% i 66-80%. Na polach w Shimala wyniki dla obu tych gatunków wynosiły kolejno 60% i 50% w 2007 oraz ponad 80% w 2008. Do kontroli biologicznej rozważa się także użycie bakterii z gatunków: Bacillus cereus, Paenibacillus pulmonis, B. psychrodurans, B. pumilus, P. tylopili i N. capsulatum.